# Rio Buda (Bârlad)
O Rio Buda é um rio da Romênia afluente do Rio Bârlad, localizado no distrito de Vaslui.